# Tokyo Game Show

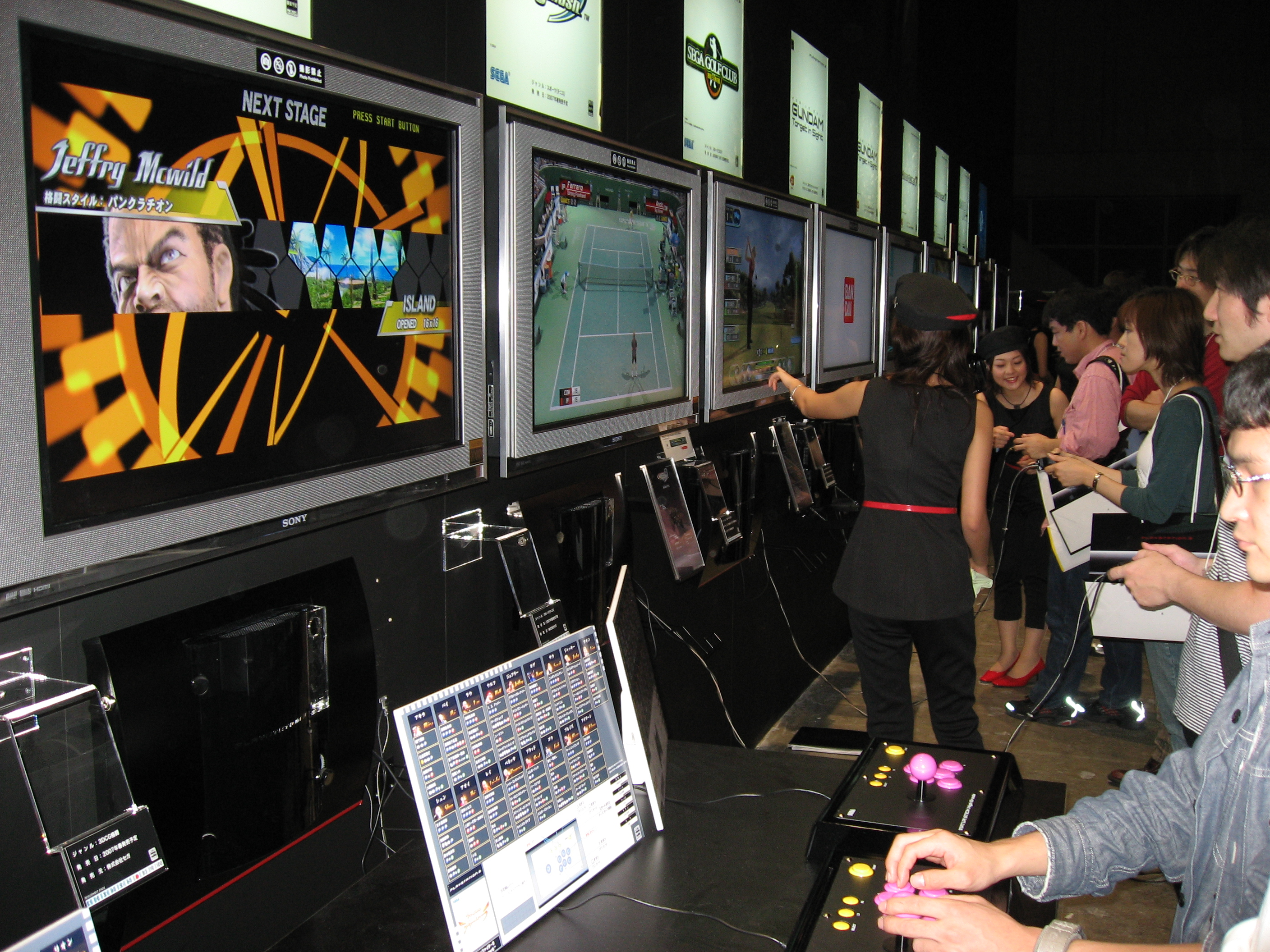
Persones jugant a la PS3 de Sony al TGS del 2006

El Tokyo Game Show (東京ゲームショウ, Tōkyō Gēmu Shō, o simplement TGS) és una exposició / convenció de videojocs celebrat a Tòquio (Japó). El 2007, aquesta serà probablement l'exposició de videojocs més gran del món degut a la desaparició de l'E3 que va ser anunciat a mitjans del 2006. Arxivat 2007-09-28 a Wayback Machine. A diferència de l'E3, el Tokyo Game Show permet entrar al públic en general durant els 2 últims dies. Com a resultat, té una major assistència que l'E3. El 2007, serà celebrat del 20 al 23 de setembre, en el qual els dos primers dies seran pels negocis que es puguin acordar (amb les empreses), mentre que els altres dos últims dies serà obert al públic.

## Història
El primer Tokyo Game Show va ser el 1996. En un principi, el show es feia dues vegades a l'any, una vegada a la primavera i una altra a la tardor (en el Tokyo Big Sight), però es va deixar de fer el 2002 quan l'exposició es va celebrar a la tardor. Arxivat 2010-10-08 a Wayback Machine. El show se celebra encara una vegada a l'any.

## Sumari dels esdeveniments

### 2004
El Tokyo Game Show 2004 va ser celebrat el 24 de setembre de 2004, el 25 de setembre de 2004 i el 26 de setembre de 2004. Es van presentar 117 empreses amb més de 500 productes de videojocs pels més de 160.000 visitants que ho van visitar.

### 2005
El Tokyo Game Show 2005 va ser celebrat del 16 de setembre de 2005 al 18 de setembre de 2005.
Microsoft va mostrar la seva secció de videojocs el 15 de setembre de 2005, un dia abans de l'obertura del Tokyo Game Show. Arxivat 2006-03-03 a Wayback Machine.